# Heinrich-Braun-Klinikum
Die Heinrich-Braun-Klinikum gGmbH (HBK) ist ein Krankenhaus der Schwerpunktversorgung im Landkreis Zwickau. Es verfügt über ca. 1000 Betten verteilt auf die Standorte Zwickau (Standort Karl-Keil-Straße, Standort Werdauer Straße) und Kirchberg sowie die Außenstelle des Kinderzentrums in Glauchau. Rund 3000 Mitarbeiter sind in 30 Kliniken und medizinischen Abteilungen sowie Tochterunternehmen beschäftigt. Die Krankenhausleitung besteht aus den Geschäftsführern Rüdiger Glaß und Bianca Steiner sowie dem Ärztlichen Direktor Andreas W. Reske und dem Pflegedirektor Mirko Schmidt.
Das Klinikum ist Akademisches Lehrkrankenhaus der Universität Leipzig und des Universitätsklinikums Jena. Diese Zusammenarbeit dient der Ausbildung von Ärzten.
Der Standort Zwickau (Karl-Keil-Straße) ist seit April 2014 zum Schwerstverletzungsartenverfahren (SAV) der Deutschen Gesetzlichen Unfallversicherung zugelassen. Damit ist das Haus zuständig für die Versorgung von Patienten mit schweren und schwersten Verletzungen nach Arbeits- und Wegeunfällen. Im Juli 2015 hat der Zwickauer Standort die höchste Versorgungsstufe in der Notfallbehandlung erreicht und ist damit als Überregionales Traumazentrum im Traumanetzwerk Westsachsen der Deutschen Gesellschaft für Unfallchirurgie zertifiziert. In unmittelbarer Nähe des Heinrich-Braun-Klinikums befindet sich ein Stützpunkt der Luftrettung, der seit 2019 vom ADAC betrieben wird. Von hier aus werden mit dem Rettungshubschrauber „Christoph 46“ Notarztrettungs- und Verlegungsflüge durchgeführt.
Die Medizinische Berufsfachschule gehört seit 1994 fest zum HBK und bildet für den Eigenbedarf sowie für Partner in den Bildungsgängen Pflegefachfrau/-mann, Krankenpflegehilfe sowie Physiotherapie jährlich bis zu 120 junge Menschen aus. Das große regionale Bildungszentrum bietet viele Fort- und Weiterbildungen an, darunter Praxisanleiter und Fachgesundheits- und Krankenpflege für Anästhesie und Intensivmedizin im Erwachsenenbereich an. Auch ist das Heinrich-Braun-Klinikum Kooperationspartner für die Bildungsgänge Anästhesietechnischer Assistent, Operationstechnischer Assistent, dualen Studiengang Hebamme (B.Sc.), Medizinisch-technische Radiologieassistenz, Medizinischer Fachangestellter, Kaufmann für Büromanagement und Fachinformatiker für Systemintegration.

## Geschichte

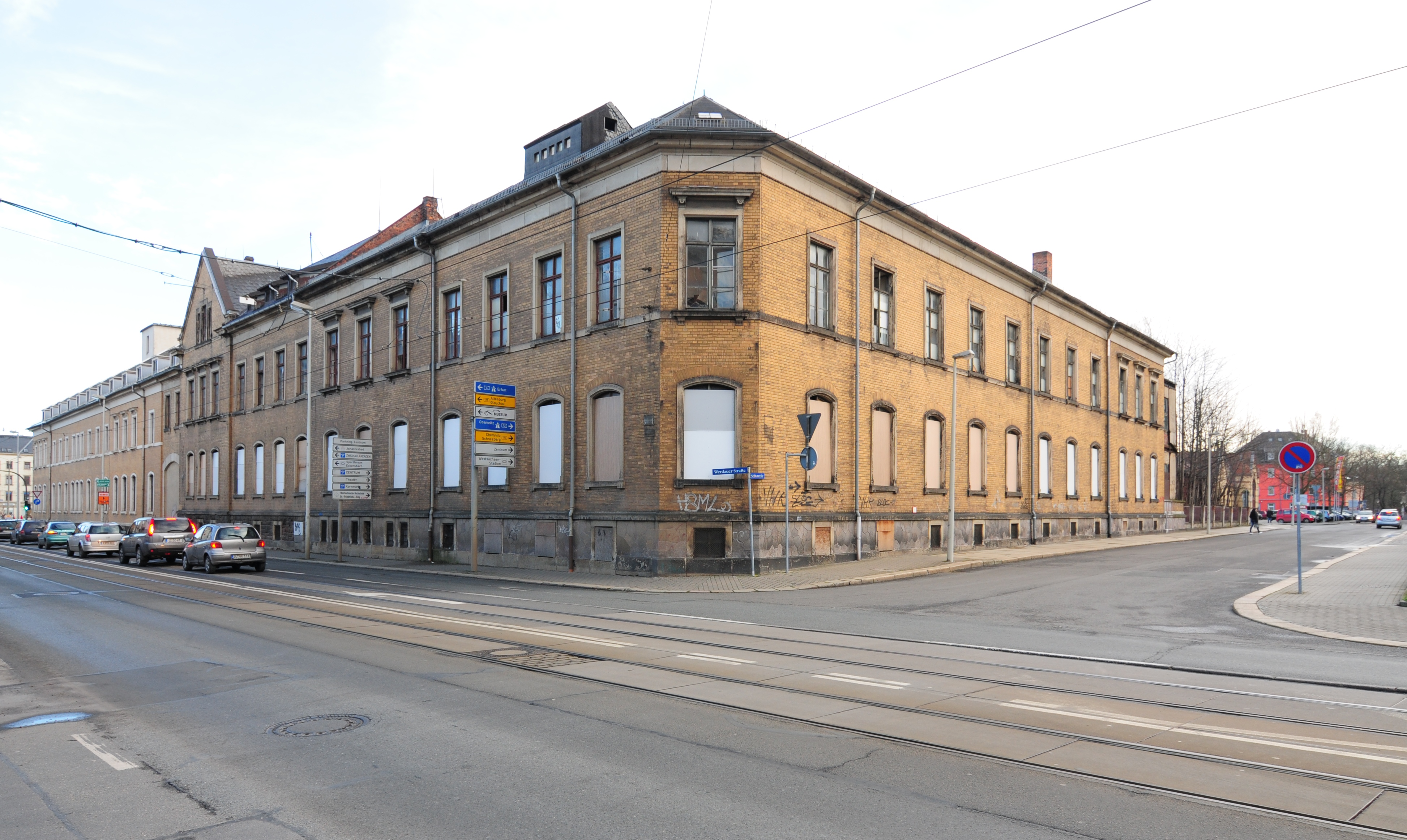
Ein Gebäudetrakt des ehemaligen kgl. Krankenstifts an der Werdauer Straße/Stiftstraße

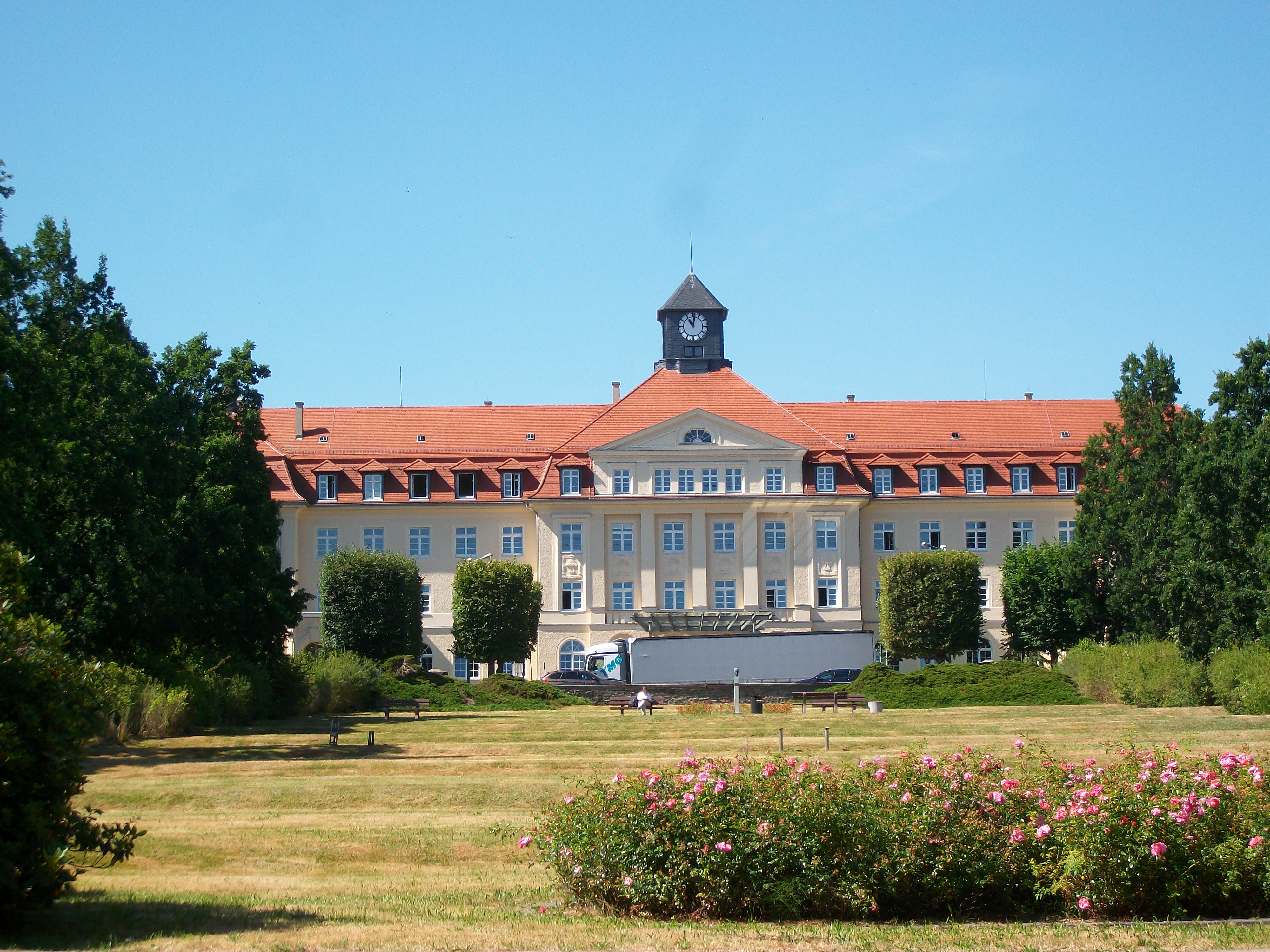
Heinrich-Braun-Krankenhaus Zwickau, Hauptgebäude

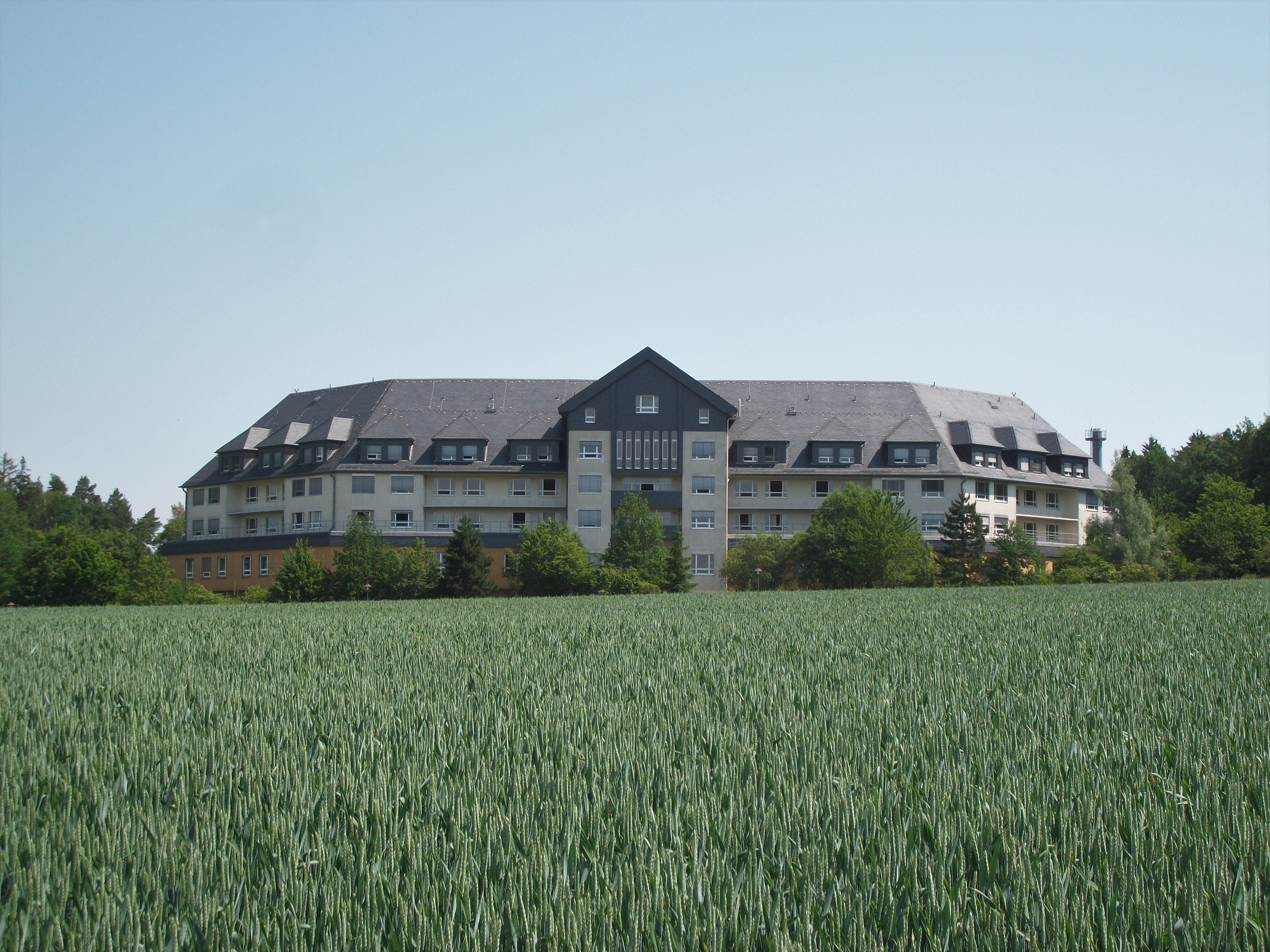
Heinrich-Braun-Klinikum, Standort Kirchberg

Die Stadt Zwickau verfügte ab dem 24. September 1845 über ein Kreiskrankenstift im Areal am Frauenanger. 1860 wurde das Hauptgebäude dieses Stifts aufgestockt und in Folge eines Erweiterungs- und Neubaus stieg die Bettenzahl von 45 auf 252. Das Kreiskrankenstift wurde 1898 der Landesverwaltung unterstellt und zum „Königlichen Krankenstift“ erhoben. Am 9. Januar 1906 übernahm der Leipziger Chirurg Heinrich Braun im Alter von 44 Jahren die Direktion des Königlichen Krankenstifts von seinem 1905 verstorbenen Vorgänger Karl Karg. Trotz Umbaumaßnahmen und Erweiterungen kam der Standort im Stadtzentrum schnell an seine Grenzen. Braun bemühte sich deshalb um einen Neubau. 1913 begannen die Baumaßnahmen auf dem ca. 300.000 m2 großen Gelände im Stadtteil Marienthal. Im Jahr 1918 erfolgte die Umbenennung in (Staatliches) Krankenstift Zwickau. Zwei Jahre später erfolgte die Fertigstellung des Rohbaus in Marienthal. Am 1. Dezember 1921 konnten die Chirurgische Abteilung und das Röntgeninstitut auf dem neuen Klinikgelände in Betrieb genommen werden. Es folgte eine Innere Abteilung (292 Betten), physikalisch-therapeutische Behandlungsmöglichkeiten, das Pathologische Institut mit großem, noch heute existierendem Hörsaal sowie eine EKG-Abteilung. Ein Beschluss des sächsischen Staatsministeriums erkannte das Krankenstift am 9. Dezember 1921 als Forschungsinstitut an. Zum 1. April 1928 löste der Internist Karl August Eskuchen, seit 1923 Leiter der inneren Abteilung des Krankenstifts, den Chirurgen Heinrich Braun als Ärztlichen Direktor des Krankenstifts ab. 1933 wurde er unter nationalsozialistischem Druck aus der Leitungsfunktion des Krankenstifts wegen „nichtarischer Abstammung“ entlassen. Mit dem Neubau und der Einweihung der Frauenklinik hatte die bauliche Entwicklung 1930 ihren vorläufigen Abschluss gefunden. Der „Zwickauer Pavillonstil“ entwickelte sich zu einem Begriff in der Geschichte der Krankenhausarchitektur. Das Klinikum verfügte zum damaligen Stand über 787 Betten, von denen 311 auf die Medizinische Klinik, 276 auf die Chirurgische Abteilung und 200 auf die Frauenklinik entfielen. Am 26. April 1934 verstarb Heinrich Braun, der über 22 Jahre lang als Ärztlicher Direktor das Klinikum prägte, in Überlingen am Bodensee. In Anerkennung seiner Verdienste erhielt das Staatliche Krankenstift sechs Monate nach seinem Tod den Namen seines Gründers. Unter Brauns Verantwortung waren nach 1921 und vor seiner Verabschiedung einige damals illegale Sterilisationen „Schwachsinniger“ durchgeführt worden, was reichsweit Diskussionen um eine so genannte Lex Zwickau ausgelöst hatte, noch bevor es dann unter nationalsozialistischer Herrschaft zur Legalisierung der Sterilisation „Schwachsinniger“ kam, das heißt zur so genannten „Verhütung unwerten Lebens durch operative Maßnahmen“.
Das Krankenhaus überstand den Zweiten Weltkrieg ohne Schäden an der Gebäudesubstanz. 1945 bekam die Stadt Zwickau zunächst die Verwaltungshoheit für zehn Jahre. Im Jahr 1950 existierten am Klinikum unter anderem die medizinischen Fachbereiche Chirurgie, Innere Medizin, Frauenheilkunde, Badehaus (Physiotherapie), Pathologie, Labor, Röntgenabteilung und Apotheke. Kontinuierlich bildeten sich selbstständige Fachdisziplinen heraus oder kamen hinzu. So zum Beispiel 1952 die Kinderheilkunde, 1957 die Neurologie und Psychiatrie sowie 1958 die Urologie und die Kieferchirurgie. Im Jahr 1957 vereinigte sich das Heinrich Braun Krankenhaus mit dem Paul-Flechsig-Krankenhaus zum Bezirkskrankenhaus (BKH) „Heinrich Braun“ mit zeitweise mehr als 2000 Betten.
Nach der Wiedervereinigung Deutschlands und der damit verbundenen Neuorientierung auf dem medizinischen Sektor begannen umfangreiche strukturelle und bauliche Veränderungen mit dem Ziel, die Kliniken am Standort Marienthal zu bündeln. Deshalb zogen die Kliniken für Orthopädie, Augenheilkunde, Neurologie und Psychiatrie sowie die Abteilung Neonatologie aus dem Stadtzentrum auf das Gelände im Stadtteil Marienthal. Im Jahr 2007 vollzog das Heinrich-Braun-Klinikum einen Rechtsformwechsel und ist seither eine gemeinnützige GmbH. 2012 fusionierten das Heinrich-Braun-Klinikum Zwickau gemeinnützige GmbH (HBK) und das Kreiskrankenhaus Kirchberg GmbH (KKH) zum Heinrich-Braun-Klinikum gemeinnützige GmbH. Diese Entscheidung wurde von den Trägern der Kliniken, der Stadt Zwickau und dem Landkreis Zwickau, getroffen. 2022 wurde der Standort Zwickau Werdauer Straße (ehemalige Paracelsus-Klinik Zwickau) gekauft.
Seit 1992 trägt das HBK den Titel Akademisches Lehrkrankenhaus der Universität Leipzig. 2014 wurde das Heinrich-Braun-Klinikum ebenfalls zum Akademischen Lehrkrankenhaus des Universitätsklinikums Jena ernannt. Neben Studenten aus Leipzig können nun auch Jenaer Medizinstudenten ihre praktische Ausbildung nach der Approbationsordnung für Ärzte am HBK erhalten.
Die mit 64 Millionen Euro größte Einzelinvestition in der Geschichte des HBK war die Schaffung eines operativen Zentrums, das im November 2003 eingeweiht wurde.

## Standort Zwickau Karl-Keil-Straße

### Medizinische Einrichtungen
Das Heinrich-Braun-Klinikum am Standort Zwickau hält alle wichtigen Medizinischen Facheinrichtungen vor. In mehr als 30 Kliniken und Abteilungen können Patienten umfassend behandelt werden.
- Zentrale Notaufnahme
- Klinik für Allgemein-, Viszeral- und Minimalinvasive Chirurgie mit Kinderchirurgie
- Klinik für Anästhesiologie, Intensivmedizin, Notfallmedizin und Schmerztherapie
- Klinik für Augenheilkunde und Ophthalmochirurgie
- Klinik für Frauenheilkunde und Geburtshilfe
- Klinik für Hals-Nasen-Ohren-Heilkunde, Kopf- und Hals-Chirurgie
- Klinik für Handchirurgie und Rekonstruktive Mikrochirurgie
- Klinik für Hautkrankheiten und Allergologie
- Klinik für Innere Medizin I (Kardiologie, Angiologie, Internistische Intensivmedizin)
- Klinik für Innere Medizin II (Nephrologie, Endokrinologie und Diabetologie, Immunologie und Rheumatologie)
- Klinik für Innere Medizin III (Hämatologie, Onkologie und Palliativmedizin)
- Klinik für Innere Medizin IV (Gastroenterologie, Hepatologie und allgemeine Innere Medizin)
- Klinik für Innere Medizin V (Pneumologie, Pneumologische Onkologie, Beatmungs- und Schlafmedizin)
- Klinik für Innere Medizin/Geriatrie
- Kinderzentrum
  - Klinik für Kinder- und Jugendmedizin
  - Abteilung für Neonatologie und Kinderintensivmedizin
  - Kinderchirurgie
  - Klinik für Psychiatrie, Psychotherapie und Psychosomatik des Kindes- und Jugendalters
  - Außenstelle des Kinderzentrums des Heinrich-Braun-Klinikums im Rudolf Virchow Klinikum Glauchau
- Institut für Laboratoriumsdiagnostik
- Klinik für Mund-, Kiefer- und Gesichtschirurgie, plastische und ästhetische Operationen
- Klinik für Neurochirurgie und Wirbelsäulenchirurgie
- Klinik für Neurologie
- Klinik für Orthopädie
- Klinik für Psychiatrie und Psychotherapie
- Institut für Diagnostische und Interventionelle Radiologie und Neuroradiologie
- Klinik für Strahlentherapie und Radioonkologie
- Klinik für Thorax-, Gefäß- und endovaskuläre Chirurgie
- Klinik für Unfallchirurgie und Physikalische Medizin
- Klinik für Urologie

### Interdisziplinäre Behandlungszentren
In den Spezialzentren des Heinrich-Braun-Klinikums am Standort Zwickau werden gezielt interdisziplinär medizinische Kompetenzen von Experten verschiedener Fachgebiete und Einrichtungen gebündelt.
- Chest Pain Unit – Brustschmerzzentrum (zertifiziert durch DGK)
- Darmkrebszentrum (zertifiziert durch DKG)
- Diabeteszentrum (zertifiziert durch DDG)
- Endoprothetikzentrum der Maximalversorgung (zertifiziert durch ClarCert/endoCert)
- Lungenzentrum
- Nephrologische Schwerpunktklinik (zertifiziert durch DGfN)
- Perinatalzentrum
- Überregionale Stroke Unit (zertifiziert durch LGA InterCert Zertifizierungsgesellschaft mbH)
- Überregionales Traumazentrum (zertifiziert durch DIOcert und DGU)
- Zentrum für Alterstraumatologie und Rehabilitation (zertifiziert durch CERT iQ GmbH und DGU)
- Zentrum für Hypertonie (zertifiziert durch DGfN)
- Zentrum für Interdisziplinäre Gefäßmedizin
- ARDS – Kompetenzzentrum (Klinik für Anästhesie, Intensivmedizin, Notfallmedizin und Schmerztherapie)

## Standort Zwickau Werdauer Straße
Der Standort an der Werdauer Straße wurde am 1. Dezember 2022 durch Kauf der ehemaligen Paracelsus-Klinik Zwickau (vormals Bergarbeiter-Krankenhaus der Wismut AG) Teil der Heinrich-Braun-Klinikum gemeinnützige GmbH (HBK) und bietet mit rund 350 Mitarbeitern neben einer medizinischen Grund- und Regelversorgung einen Schwerpunkt für Orthopädie/Endoprothetik, Schmerztherapie sowie Neurologie mit Schlaganfallzentrum.

## Standort Kirchberg
Am Standort Kirchberg des Heinrich-Braun-Klinikums befindet sich die 2021 zum überregionalen Fachklinikum für Neurorehabilitation umgewandelte Einrichtung mit einem angeschlossenen Zentrum für Entwöhnung von Beatmung (zertifiziert durch DGAI).
- Klinik für Anästhesiologie, Intensivmedizin, Notfallmedizin und Schmerztherapie
- Klinik für Neurorehabilitation

## Standort Glauchau (Außenstelle)
Am Standort Glauchau stellt die Kinderabteilung im Rudolf-Virchow-Klinikum Glauchau seit 2010 die Außenstelle des Zwickauer Kinderzentrums des Heinrich-Braun-Klinikums dar. Die medizinischen Leistungen umfassen die ambulante als auch stationäre Behandlung von Kindern und Jugendlichen.

## Bildung
Das Heinrich-Braun-Klinikum verfügt über eine eigene Medizinische Berufsfachschule am Standort Zwickau. Dort werden seit über 100 Jahren Pflegefachfrauen und -männer ausgebildet. Seit 1961 wird zudem der Bildungsgang Physiotherapie unterrichtet und 2012 kam die Ausbildung zur Krankenpflegehilfe hinzu. Seit 2014 wird am regionalen Bildungszentrum die Fortbildung Praxisanleiter und seit 2019 die Fachweiterbildung Fachgesundheits- und Krankenpflege für Anästhesie und Intensivmedizin im Erwachsenenbereich angeboten.
Darüber hinaus werden noch folgende Ausbildungen mit Kooperationspartnern angeboten:
- Anästhesietechnische Assistenz (theoretische Ausbildung in Klinikum Chemnitz und Helios Bildungsakademie Plauen)
- Hebamme/Entbindungspfleger
- Kaufmann/Kauffrau für Büromanagement
- Medizinische Fachangestellte/Medizinischer Fachangestellter
- Operationstechnische Assistenz (theoretische Ausbildung Klinikum Chemnitz)

Die praktische Ausbildung erfolgt im Heinrich-Braun-Klinikum bzw. in der HBK-Poliklinik, der theoretische Anteil wird von den Kooperationspartnern abgedeckt.
Als Akademisches Lehrkrankenhaus der Universität Leipzig und des Universitätsklinikums Jena bietet das Heinrich-Braun-Klinikum den Medizinern in Ausbildung die Möglichkeit, das Praktische Jahr an den Standorten Kirchberg und/oder Zwickau zu absolvieren. Aufgrund seiner Leistungsbreite eröffnet das Klinikum optimale Möglichkeiten für die Ausbildung von Medizinstudenten.
Das Heinrich-Braun-Klinikum bietet außerdem die Möglichkeit, ein Praktikum, ein Freiwilliges Soziales Jahr oder den Bundesfreiwilligendienst im Klinikum zu absolvieren.

## Beteiligungen
- HBK-Poliklinik gGmbH[2]
- HBK-Service GmbH
- Senioren- und Seniorenpflegeheim gGmbH